# Bulletin de l'Institut Française d'Afrique Noire
Bulletin de l'Institut Française d'Afrique Noire (abreviado Bull. Inst. Franç. Afrique Noire) fue una revista con ilustraciones y descripciones botánicas que fue publicada en París y Dakar en los años 1939-1953. Fue reemplazada por Bulletin de l’Institut Française d’Afrique Noire. Série A, sciences naturelles.